# Tiếng Latinh cổ
Tiếng Latinh là tiếng Latinh trong giai đoạn trước năm 75 TCN, trước thời kỳ tiếng Latinh cổ điển. Trong tiếng Latinh hiện đại và tiếng Latinh đương đại, ngôn ngữ này được gọi là prisca Latinitas ("tiếng Latinh cổ đại") thay vì vetus Latina ("tiếng Latinh cổ"), do vetus Latina đã trở thành tên cho một tập hợp văn liệu Kinh Thánh. Nó là ngôn ngữ con của ngôn ngữ gốc Ý nguyên thủy.
Mẫu thông tin cổ nhất ta có được về tiếng Latinh nằm trên Praeneste fibula. Một phân tích năm 2011 tuyên bố rằng tạo vật này là đồ thật, có niên đại từ thời kỳ Phương Đông hoá, nửa đầu thế kỷ VII TCN.